# Barchlin

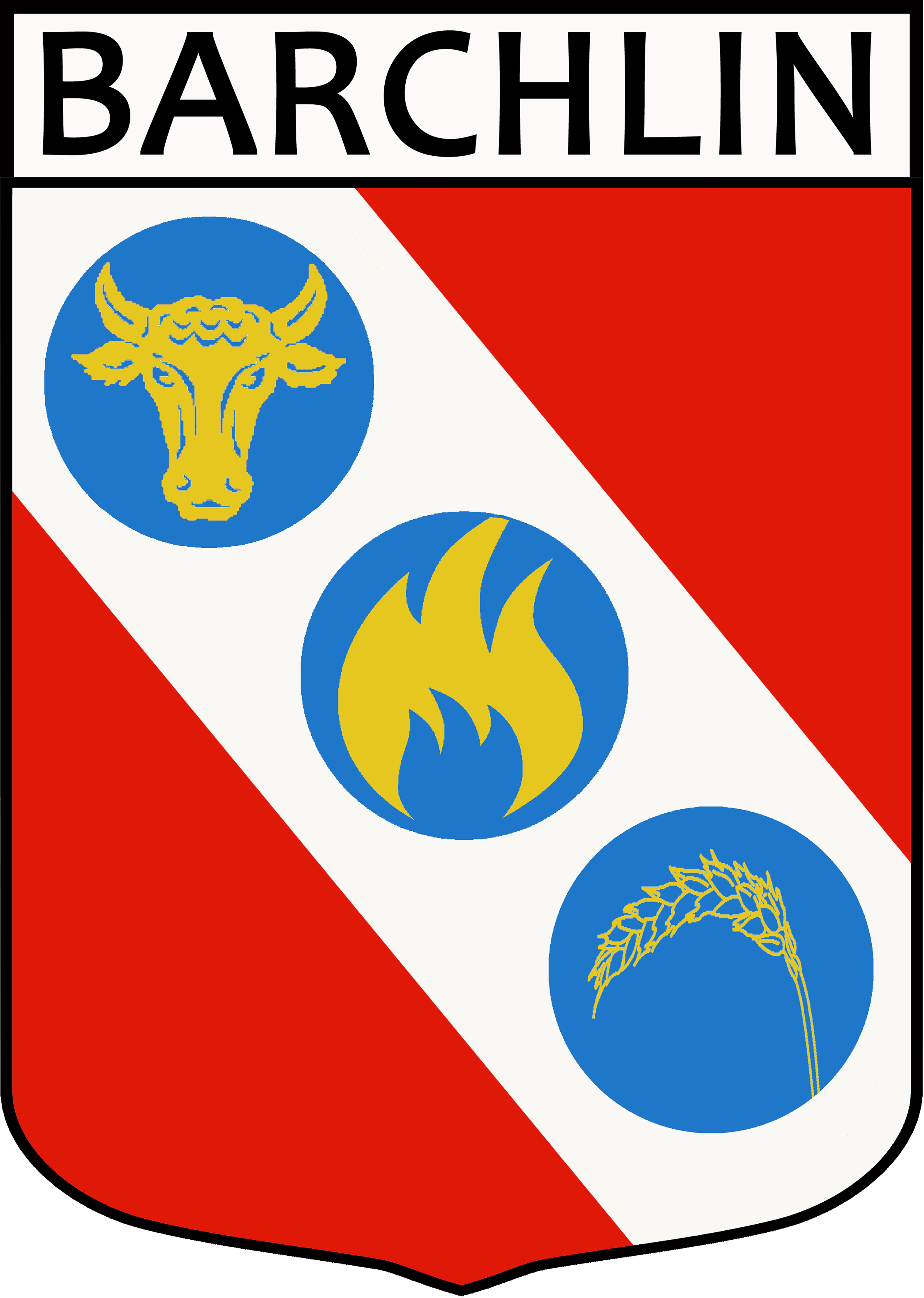
Emblemat miejscowości

Barchlin (pol. hist. Barklino) – wieś w Polsce położona w województwie wielkopolskim, w powiecie wolsztyńskim, w gminie Przemęt.
Podstawowe funkcje wsi: rolnicza i przemysłowa.

## Położenie
Miejscowość Barchlin położona jest w południowo-wschodnim pasie wysoczyznowym, na skraju dwóch dużych rejonów: Wysoczyzny Leszczyńskiej i Pradoliny Warszawsko-Berlińskiej. Administracyjnie należy do gminy Przemęt, która zlokalizowana jest na granicy Pojezierza Lubuskiego i Pojezierza Wielkopolskiego.
Wieś Barchlin położona jest na północny wschód od Przemętu, tuż za miejscowością Bucz. Dojechać tam można bezpośrednio drogą przez Sączkowo i Bucz, lub też jadąc dookoła przez Siekówko, Siekowo, Kluczewo i Sączkowo. Do Urzędu Gminy z Barchlina jest ok. 9 kilometrów.

## Środowisko przyrodnicze

### Zagospodarowanie przestrzeni
Powierzchnia wsi składa się z:
- gruntów ornych – 458,65 ha
- łąk – 26,15 ha
- pastwisk – 67,06 ha
- lasów – 44,44 ha
- sadów – 4,05 ha

oraz z niewielkich cieków wodnych.
Zabudowa jest zwarta, w części południowej typowa dla rolnictwa indywidualnego; w części północnej znajdują się zabudowania RSP (obecnie w likwidacji) i spółdzielcze bloki mieszkalne.
Ukształtowanie terenu jest wynikiem ostatniego zlodowacenia. Podczas wycofywania się, lodowiec pozostawił naniesione duże masy materiału, są to przede wszystkim piaski i żwiry. Spowodowało to powstanie moreny dennej i czołowej, w postaci drobnych pagórków.

### Świat roślinny i zwierzęcy
Część miejscowości, leżąca na południe od drogi Śmigiel-Mochy, należy do Przemęckiego Parku Krajobrazowego, pozostała część leży w otulinie tegoż Parku.
Podmokłe łąki o podłożu torfowym mają charakter szuwarów z dominacją turzyc. Występują tam torfianki i trzcinowiska, a wśród nich liczne gatunki ptaków wodno-błotnych, a także drapieżnych. W okolicach występuje też zwierzyna: sarny, jelenie, dziki, lisy, zające, bażanty, kuropatwy.

### Atrakcje turystyczne
Atrakcją krajobrazową jest wzniesienie o wysokości 96 metrów, zwane Byczą Górą, stanowiące dobry punkt widokowy. Zachodnie zbocze porasta konwalia majowa, a całe wzniesienie lasy sosnowe i mieszane.

### Surowce mineralne
Barchlin nie występują bogate złoża surowców. Na uwagę zasługują złoża torfu łąkowego i żwiry.

## Środowisko kulturowe i zabytki

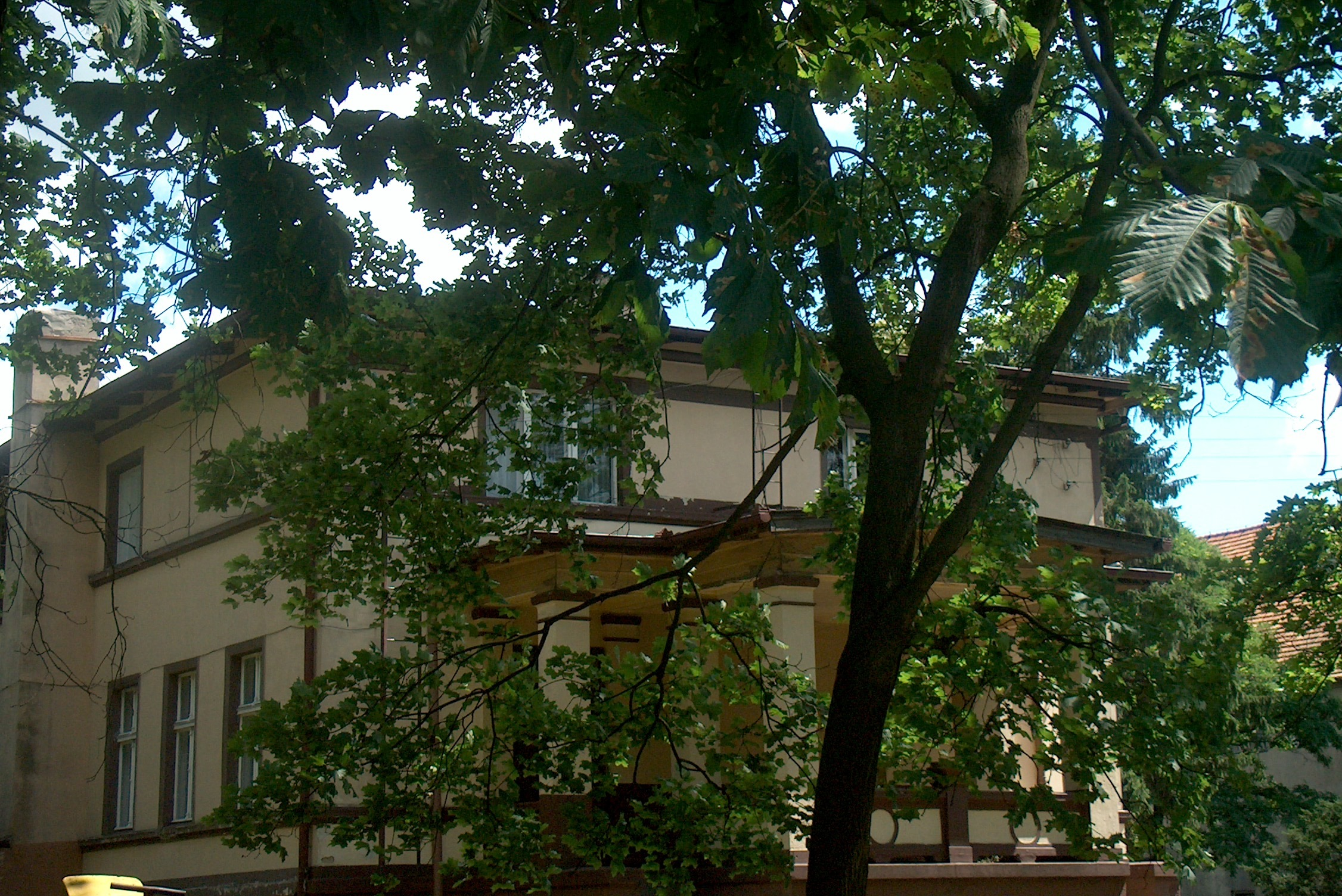
Dworek w Barchlinie
2007

W Barchlinie znajdują się 22 stanowiska archeologiczne, m.in. cmentarzysko należące do ludności kultury łużyckiej, pochodzące z młodszej epoki brązu (1000–650 p.n.e.), co stanowi cenny zabytek archeologiczny. Około 200 metrów na wschód od rzeczki, która stanowiła niegdyś granice wsi, znajduje się grodzisko z okresu wczesnego średniowiecza, jedno z nielicznych znajdujących się na terenie gminy Przemęt.

W części należącej obecnie do RSP znajduje się Założenie Dworskie z Zespołem dworsko-folwarcznym, składające się z dworku rządcy oraz niewielkiego parku. Dworek został wzniesiony w 1893 roku przez ówczesnego właściciela majątku Fryderyka Ksawerego Speicherta. 

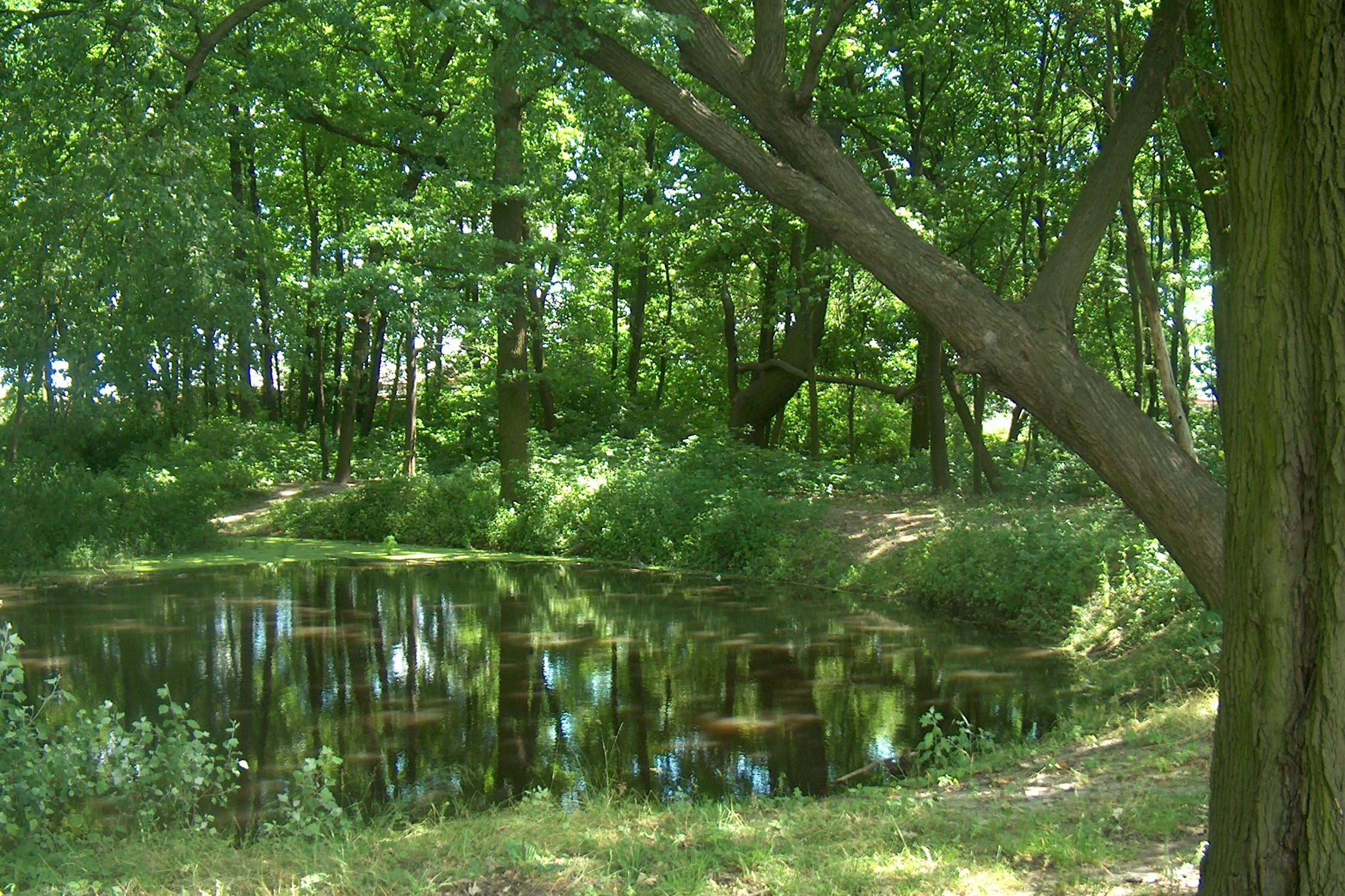
Park w Barchlinie
2007

 Jest on murowany z cegły, wysoko podpiwniczony, parterowy, z mieszkalnym poddaszem, nakryty niskim, prawie płaskim dachem. Na elewacji frontowej zachowała się tablica z data budowy i łacińską sentencją „1893 CUSTODI DOMINE HOC AEDIFICIUM ET AB OMNI PERICULO DEFENDE F.X. SPEICHERT” („Zachowaj Panie ten budynek i broń ponad wszelkim niebezpieczeństwem”). Park krajobrazowy o powierzchni 1,6 ha, został założony w końcu XIX wieku na rzucie prostokąta. W środkowej części parku znajdują się dwa stawy połączone rowem. Drzewostan parkowy składa się głównie z lipy drobnolistnej i robinii akacjowej, a w części północno-zachodniej rosną: olsza czarna, klon pospolity, jawor, topola biała (jedno z drzew ma obwód 360 cm), dąb szypułkowy (tutaj również rośnie okazały egzemplarz o obwodzie 310 cm), a także brzoza brodawkowata. Na trawniku przed dworem rośnie pomnikowy cis o obwodzie 230 cm, rozwidlający się na cztery pnie.
Z dawnej zabudowy zachował się spichlerz z II poł. XIX wieku, murowany z cegły, trzykondygnacyjny, z dwukondygnacyjnym poddaszem, nakryty dachem dwuspadowym. W pierzei północno-wschodniej zachowana została stodoła, a w południowo-wschodniej chlewnia z przełomu XIX i XX wieku. W pierzei południowo-zachodniej znajduje się dawna stajnia z 1917 roku oraz obora z początków XX wieku, murowane z cegły, nakryte dachem dwuspadowym. Przy drodze przez wieś zachowały się domy, jeden przeznaczony pierwotnie dla sześciu rodzin, drugi dla trzech, wzniesione zostały pod koniec XIX wieku, murowane z cegły, parterowe, z użytkowym poddaszem, nakryte dachem dwuspadowym pokrytym dachówką. Sześciorak został zbudowany na planie wydłużonego prostokąta. Każde z mieszkań składało się z dwóch izb i kuchni, w szczytach zachowały się fryzy schodkowe.
W wiosce przetrwało także kilka domów z przełomu XIX i XX wieku, z których najstarszy został zbudowany w 1880 roku. Na skraju Barchlina znajdują się także resztki drewnianego wiatraka z 1824 roku.
Dzięki dokumentom sądowym wiadomo iż jeden z właścicieli majątku, Wojciech Barkliński, prowadził sądowe spory z wieloma sąsiadami. Oto niektóre z nich:
- w 1392 roku skarży Wolframa Bodeckiego z Bucza o uwięzienie go wraz z jego 8 kmieciami oraz o napad i rabunek siana
- w 1393 skarży Katarzynę Kardynałową, niegdyś dziedziczkę w Trzebidzy o zrabowane 2 osiodłane wierzchowce i dokumenty
- w 1395 oskarżony jest przez Zygfryda, wójta Kościana i Wojciecha Kokorzyńskiego o gwałt
- w 1398 skarży Wolframa o zniesławienie
- w 1398-1404 oskarżony o uwięzienie tegoż wójta i o rabunek jego zboża
- w 1400 przegrywa spór z przeorem klasztoru w Ząbrsku (obecnie Zemsko) o wieś Osiecko
- w 1412-1416 wygrywa spór z Wyszemirem Bodeckim z Wilkowa (Polskiego) o 1/4 jeziora Trzebidza
- w 1417 procesuje się z Dobiesławem Grobskim (lub Bodeckim) z Grobi o 1/2 jeziora Trzebidza i o 1/3 wsi Trzebidza

Również synowie Wojcicha, Sędziwój i Andrzej Barklińscy prowadzili liczne spory:
- w 1420 skarżą Wyszemira z Bucza o przekopanie rowu i wyłowienie ryb z ich jeziora

### Obiekty zabytkowe podlegające ochronie
- wiatrak-koźlak, drewniany, 1824 rok
- budynek mieszkalny nr 13, cegła, 2 połowa XIX wieku
- budynek mieszkalny nr 32, cegła, 1936 rok
- budynek mieszkalny nr 30, szach., 2 połowa XIX wieku
- budynek mieszkalny nr 27, cegła, 1916 rok
- budynek mieszkalny nr 16, szach., początek XIX wieku
- budynek mieszkalny nr 8, cegła, koniec XIX wieku
- budynek mieszkalny nr 21, cegła z 1916 rok

Ścisłej ochronie konserwatorskiej „A” podlegają:
- zespół dworsko-parkowy wraz z zabudowaniami folwarcznymi
- wiatrak-koźlak

## Historia
Miejscowość pierwotnie związana była z Wielkopolską. Ma metrykę średniowieczną i istnieje co najmniej od początku XIV wieku. Wymieniona pierwszy raz w łacińskim dokumencie z 1303 jako Barclino, 1391 Barclino, 1392 Barchlino, 1393 Barklino 1398 Barclino, 1426 Berhlino, 1432 Barclyno, 1466 Barcklino, 1485 Barklyno.
Wieś początkowo była własnością szlachecką należącą do lokalnej szlachty wielkopolskiej z rodu Barklińskich, którzy od nazwy wsi przyjęli odmiejscowe nazwisko, a później także do Kotowieckich, Opalińskich. W 1466 leżała w powiecie kościańskim Korony Królestwa Polskiego. W 1563 miejscowość leżała w parafii Wilkowo Polskie.
Pierwszy zapis o wsi pochodzi z 1303 kiedy to jako świadek sądowy wspomniany został komes Mszczuj z Barchlina. W latach 1391–1417 jako właściciel we wsi notowany jest w aktach sądowych Wojciech Barkliński z Bucza. W 1392 oskarżył on Wolframa o uwięzienie go wraz z jego 8 kmieciami oraz o napad i rabunek siana za kwotę 3 grzywien. W latach 1398–1399 oskarżył go dodatkowo o zniesławienie oraz o 40 grzywien, a także prowadził z nim kolejny spór o 100 grzywien oraz pretensje Wolframa do 7 grzywien za Barklino Stare. W latach 1398–1404 Wojciech występuje w sprawie o uwięzienie wójta Kościana Zygfryda oraz o rabunek jego zboża w Barchlinie.
W pierwszej połowie XV wieku miejscowość dziedziczą synowie Wojciecha - Sędziwój oraz Andrzej Barklińscy. W 1428 Sędziwój z Barchlina był w sporze sądowym z Wyszemirem z Bucza o swoje konie zajęte w zapuście w Barklinie Starym. W 1449 Sędziwój i Andrzej Barklińscy zawarli z Jerzym Sikorzyńskim (zwanym też Szczepankowskim) ugodę polubowną w sprawie rezygnacji z uzyskanych sądownie nabytków w Barchlinie oraz w Trzebidzy. W 1466 Andrzej Barkliński zapisał swojej żonie Jadwidze na połowie wsi Barchlino po 100 grzywien posagu oraz wiana. W 1485 Andrzej Barkliński zapisał żonie Małgorzacie na połowie wsi Barchlin 50 grzywien posagu. W 1495 siostry niedzielne Małgorzata Łaszczyńska oraz Anna Ręcska, córki zmarłego Andrzeja Barklińskiego, wymieniły z Marcinem Swabem Kotowieckiem z Kotusza połowę wsi Barchlin za połowę wsi Kotusz, dopłacając mu 108 grzywien. Małgorzata sprzedała także siostrze Annie 1/4 części we wsi Żegrowo za 1/4 części dziedzicznej w Barchlinie oraz 60 grzywien. Marcin Swab Kotowiecki jako dziedzic w Barchlinie zapisuje 5 grzywien czynszu rocznego na części majątku w Barchlinie żonie Zofii, córce zmarłego Andrzeja Barklińskiego. W 1496 Wojciech Cykowski zapisał swojej żonie Katarzynie na 1/2 wsi Cykowo po 100 grzywien posagu oraz wiana, a Katarzyna sprzedała 1/4 część wsi Barchlin sędziemu poznańskiemu Piotrowi Opalińskiemu.
Wieś odnotowały również historyczne rejestry podatkowe. W 1530 pobrano podatki z 2,5 łana oraz od karczmy. W 1563 pobór odbył się od 2,5 łana, karczmy oraz jednego komornika. W 1581 pobór miał miejsce z 3 łanów, od 5 zagrodników, jednego komornika i 1/4 łana roli karczmarskiej.
Już w 1772 roku Barchlin wchodził w skład dóbr Popowo Stare i aż do 1945 roku należał do ich kolejnych właścicieli. W końcu XVII wieku znajdował się w rękach Rozdrażewskich, a od połowy XVIII wieku do ok. 1840 roku – Szołdrskich. W roku 1772 na folwarku w Barchlinie znajdowało się 135 owiec oraz 16 wołów ratajskich i krów.
W wyniku II rozbioru Rzeczypospolitej w 1793, miejscowość przeszła w posiadanie Prus i jak cała Wielkopolska znalazła się w zaborze pruskim. W okresie Wielkiego Księstwa Poznańskiego (1815–1848) miejscowość wzmiankowana jako Barchlin należała do wsi większych w ówczesnym pruskim powiecie Kosten rejencji poznańskiej. Barchlin należał do okręgu śmigielskiego tego powiatu i stanowił część majątku Popowo niemieckie (dzisiejsze Popowo Stare), który należał wówczas do J. Szołdrskiego. Według spisu urzędowego z 1837 roku Barchlin liczył 225 mieszkańców, którzy zamieszkiwali 19 dymów (domostw).
W 1926 roku Barchlin stanowił samodzielny majątek o powierzchni 410,53 ha, z czego 275 ha liczyły pola, 100 ha łąki i pastwiska, 20 ha lasy, a 15,53 nieużytki, drogi i podwórza. Po II wojnie światowej został rozparcelowany wśród pracowników majątku, którzy 27 lutego 1949 roku utworzyli pierwszą w Polsce Ludowej Rolniczą Spółdzielnię Produkcyjną. W latach 70. i 80. RSP przeżywała okres intensywnego rozwoju. W szczytowym okresie zatrudniała ponad 150 osób. Przy RSP istniał klub sportowy ‘ZJEDNOCZENI’ z sekcją piłkarską, a w zabytkowym dworku, gdzie mieściły się biura i klubokawiarnia, spotykała się młodzież, dorośli, a także dzieci. Istniał Klub Prasy i Książki, który organizował Przeglądy Teatrzyków Lalkowych, Konkursy Plastyczne, Spotkania z Poezją i Prozą i inne. Do lat 70. istniała także szkoła podstawowa z klasami 1-4. Miejscowość następnie została przyłączona do obwodu Szkoły Podstawowej w Buczu, a budynek szkolny zamieniony na mieszkania dla nauczycieli. Na początku lat 90., z różnych przyczyn, RSP popadła w stan upadłości i została postawiona w stan likwidacji, która trwa do chwili obecnej, Klub Sportowy zmienił nazwę na HELIOS i został przeniesiony do Bucza, natomiast klubokawiarnia została zamknięta. Pozostały tylko organizacje społeczne jak Związek Emerytów i Rencistów, Ochotnicza Straż Pożarna.
W latach 1975–1998 miejscowość administracyjnie należała do województwa leszczyńskiego.

## Najważniejsze współczesne wydarzenia

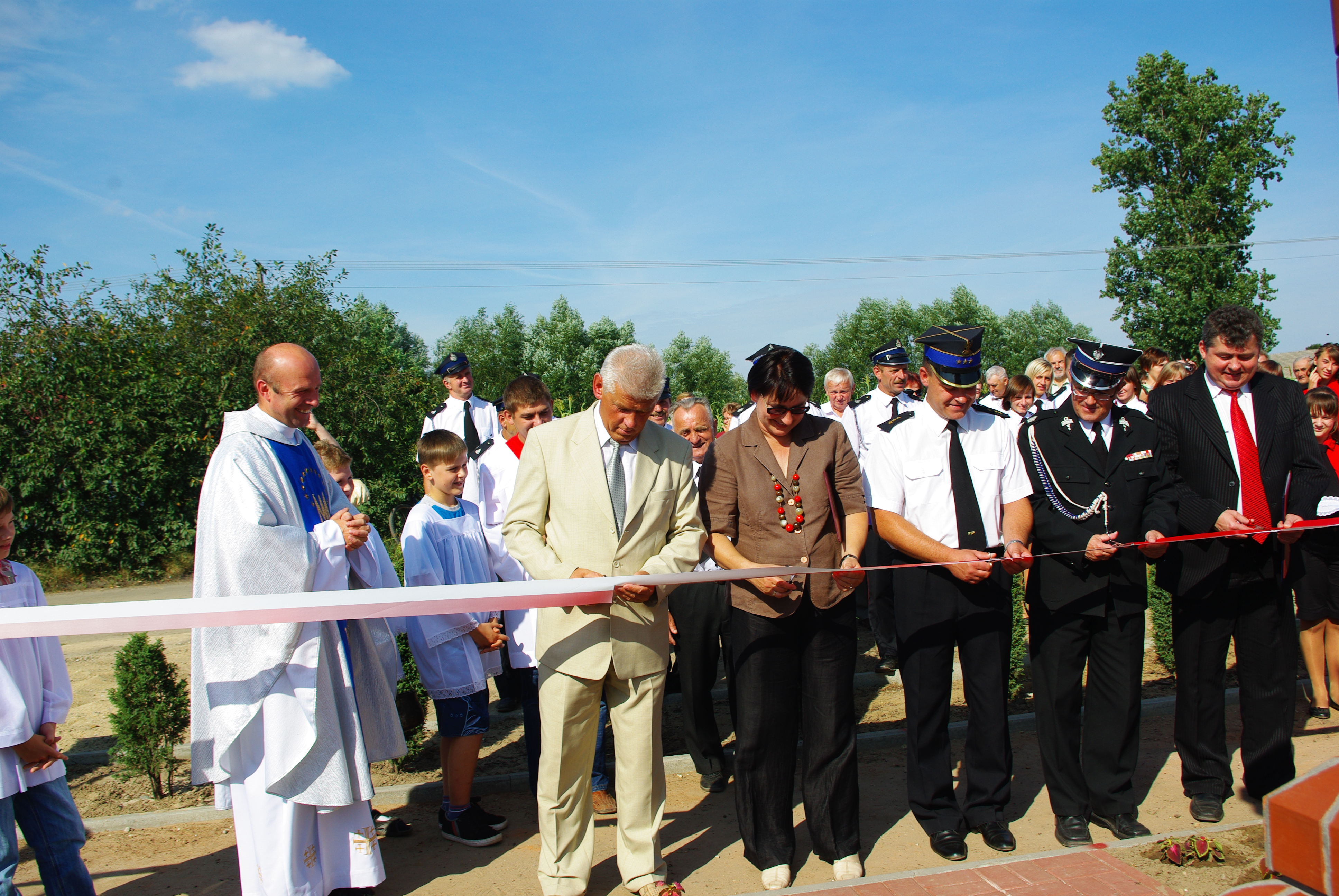
Poświęcenie pomnika Św. Floriana, Barchlin 2009.JPG

12 sierpnia 2006 zostało otwarte Centrum Społeczno-Kulturalno-Sportowe, którego budowę częściowo zrealizowano z funduszy unijnych. Pozostała część została pokryta z budżetu Gminy Przemęt.
W roku 2009 miejscowość obchodziła 700-lecie istnienia, natomiast Ochotnicza Straż Pożarna obchodziła 60-lecie działalności. Z tej okazji został odsłonięty pomnik Św. Floriana (patrona strażaków), a także tablica upamiętniająca uczestników powstania wielkopolskiego oraz poległych w czasie I i II wojny światowej. Odsłonięty został również nieoficjalny herb Barchlina, zaprojektowany przez Agnieszkę Dominiak, łączący motywy historyczne i współczesne.
- Uczestnicy powstania wielkopolskiego:

Adamczewski Michał
Adamczewski Kazimierz
Adamczewski Antoni
Czajka Józef
Franek Franciszek
Mielcarek Wojciech
Pieśniak Franciszek
Szalewski Franciszek
- Polegli w czasie I i II wojny światowej:

Klecha Szczepan
Szalewski Antoni
Mikołajczak Jan
Mikołajczak Władysław
Nowak Jan
Adamczewski Kazimierz
Adamczewski Michał
Kaźmierczak Stanisław

## Ochotnicza Straż Pożarna Barchlin

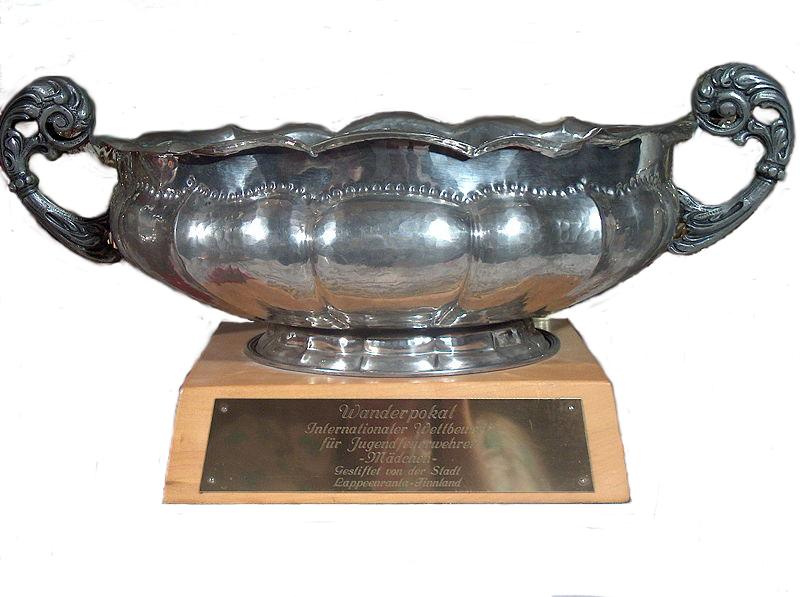
Puchar Przechodni za zwycięstwo Kuopio 2001 dla MDP Dziewcząt.JPG, 2007

Ochotnicza Straż Pożarna w Barchlinie została założona w 1949 r. Strażacy OSP Barchlin odnoszą wiele sukcesów w zawodach sportowo-pożarniczych i to zarówno w zawodach krajowych wszystkich szczebli, jak i zawodach międzynarodowych. MDP (Młodzieżowa Drużyna Pożarnicza) dziewcząt wystartowała po raz pierwszy w zawodach gminnych w 1984 r. Organizowała zabawy taneczne, festyny, spotkania przy ognisku, a przede wszystkim szkoliła drużyny strażackie w różnych kategoriach wiekowych. W latach 70. i 80. XX wieku sukcesy w zawodach strażackich odnosiły głównie drużyny: męska i młodzieżowe drużyny chłopców. W 1992 roku młodzieżowa drużyna dziewczęca (12–16 lat), startując według regulaminu polskiego w zawodach wojewódzkich w Lesznie, pokonała w wahadłowym biegu sztafetowym następną drużynę o 19 sekund, wygrywając przy okazji z wszystkimi drużynami chłopców. W konsekwencji dziewczęta zaczęły ćwiczyć według międzynarodowego regulaminu CTIF i w lipcu 1993 r. reprezentowały Polskę na Olimpiadzie Pożarniczej CTIF w Berlinie. Drużyna zajęła tam 4. miejsce, a w Olimpiadzie Obozowej (gry i zabawy zręcznościowe) okazała się najlepsza wśród dziewcząt. W klasyfikacji generalnej, wspólnej z chłopcami, zajęła 7. miejsce. Był to początek wielkiego rozwoju drużyny. Do tej pory dziewczęta z OSP Barchlin pięciokrotnie reprezentowały Polskę na Olimpiadach Pożarniczych, są pięciokrotnymi mistrzyniami Polski, raz wicemistrzyniami oraz raz brązowymi medalistkami.

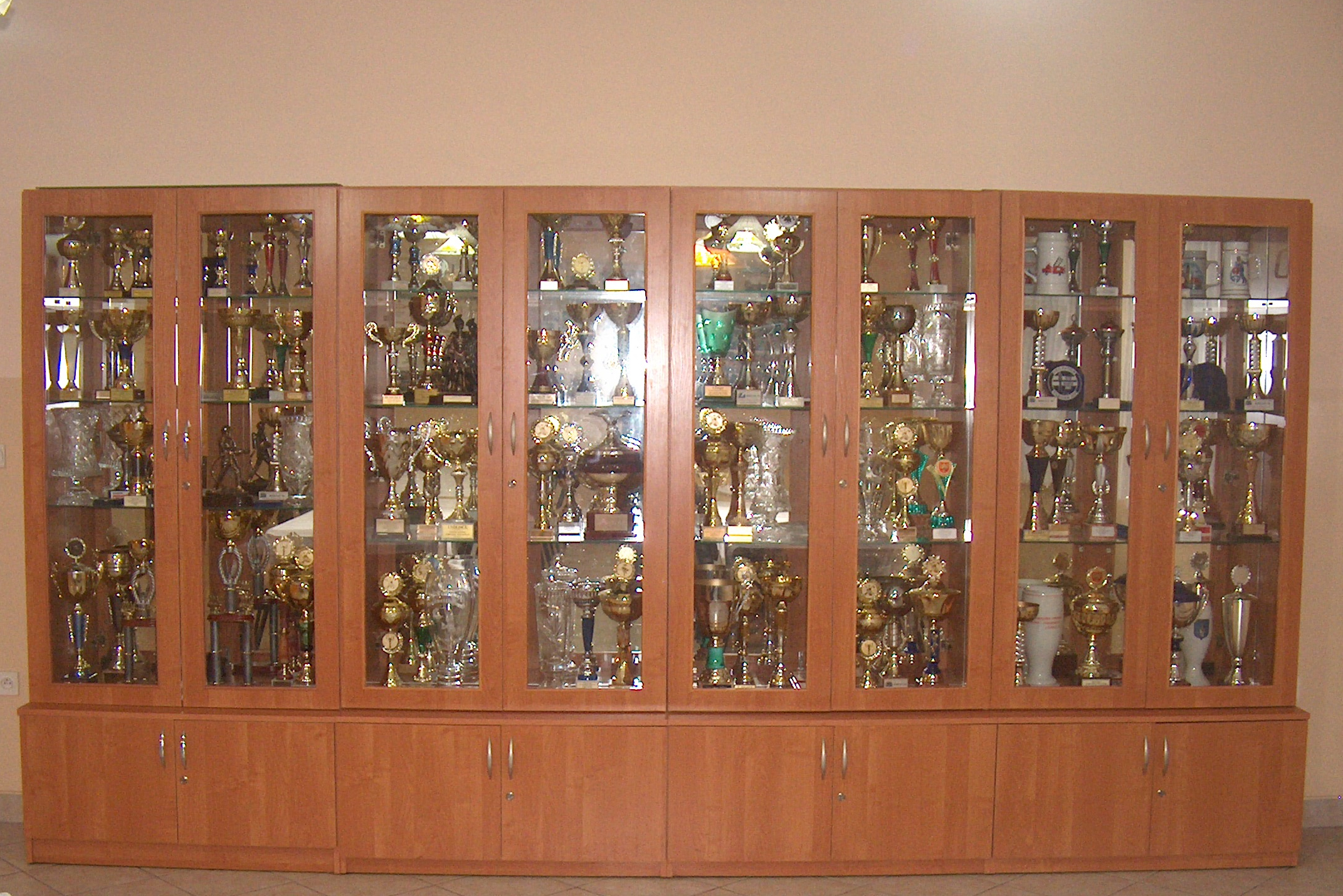
Galeria Pucharów OSP Barchlin.JPG

Dziewczęta, gdy kończą 16 lat, zaczynają ćwiczyć i startować w drużynach kobiecych, odnosząc także znaczące sukcesy. Nabór do drużyn dziewcząt i kobiet prowadzony jest także w sąsiednich miejscowościach,
głównie w Buczu, a także w Sączkowie, Przemęcie, Kluczewie, Siekowie, Błotnicy, Biskupicach, czy też w Poświętnie. W konsekwencji młodzieżowa drużyna nosi nazwę MDP Barchlin, natomiast drużyna kobieca, wywodząca się z drużyny młodzieżowej, nosi nazwę KDP Bucz, druga drużyna kobieca to KDP Barchlin. W zawodach gminnych i powiatowych dziewczyny startują w miejscowych OSP, natomiast w zawodach wojewódzkich, krajowych i międzynarodowych startują najlepsze z całego regionu. Do obowiązków Młodzieżowych Drużyn Pożarniczych (MDP), startujących w Olimpiadach CTIF, należy przygotowanie występu artystycznego, który obrazuje kulturę kraju pochodzenia drużyny. Konieczne jest także przygotowanie wystawy o własnej miejscowości, regionie i kraju. Młodzież rywalizuje także z rówieśnikami z innych krajów w Olimpiadzie Obozowej, tzn. w kilkudziesięciu równych konkurencjach.
Od tego czasu zaczęła odnosić sukcesy zarówno na szczeblu gminnym, rejonowym i wojewódzkim.
Najważniejsze starty:
| 1993 rok |
| Olimpiada Pożarnicza Berlin - MDP Barchlin – 4. miejsce - Olimpiada Obozowa – 7. miejsce (najlepsze wśród dziewcząt, kolejna drużyna dziewczęca była dopiero 19) |
| 1995 rok |
| Eliminacje Krajowe do Olimpiady Pożarniczej Drużyn Młodzieżowych Leszno - MDP Barchlin – 1. miejsce Drużyna wygrywa z dużą przewagą osiągając 1042 pkt., wśród chłopców wygrywa MDP Kawęczyn osiągając 1025 pkt. Olimpiada Pożarnicza Drużyn Młodzieżowych Arco (Włochy) - MDP Barchlin – 2. miejsce - Olimpiada Obozowa – 4. miejsce (najlepsze wśród dziewcząt) Międzynarodowe Zawody Drużyn Pożarniczych według regulaminu CTIF Lądek (k. Konina) - MDP Barchlin – 1. miejsce - KDP Bucz – 1. miejsce |
| 1996 rok |
| Eliminacje Krajowe do Olimpiady Pożarniczej Kościan - KDP Bucz – 1. miejsce, - KDP Barchlin – 4. miejsce Eliminacje Krajowe do Olimpiady Pożarniczej Drużyn Młodzieżowych Błażejewko - MDP Barchlin – 1. miejsce |
| 1997 rok |
| Olimpiada Pożarnicza Herning (Dania) - MDP Barchlin – 3. miejsce - Olimpiada Obozowa 1. miejsce (pierwsze wśród 38 drużyn dziewcząt i chłopców) - KDP Bucz – 2. miejsce |
| 1998 rok |
| Międzynarodowe Zawody o Puchar Niemiec Engertsham (Bawaria) w zawodach wzięło udział 340 drużyn - KDP Bucz – 2. miejsce - KDP Barchlin – 3. miejsce Międzynarodowe Zawody Drużyn Pożarniczych według regulaminu CTIF Lądek (k. Konina) - KDP Bucz – 2. miejsce, - KDP Barchlin – 3. miejsce, Eliminacje Krajowe do Olimpiady Pożarniczej Drużyn Młodzieżowych Częstochowa - MDP Barchlin – 1. miejsce |
| 1999 rok |
| Międzynarodowe Zawody o Puchar Niemiec Rodgau (Hesja – Niemcy) - KDP Bucz - 1. miejsce w klasyfikacji drużyn zagranicznych - 2. miejsce w klasyfikacji generalnej - KDP Barchlin - 2. miejsce w klasyfikacji drużyn zagranicznych - 4. miejsce w klasyfikacji generalnej Olimpiada Pożarnicza Drużyn Młodzieżowych Altkirch (Francja) - MDP Barchlin – 6. miejsce - Olimpiada Obozowa – 1. miejsce (pierwsze wśród 36 drużyn dziewcząt i chłopców)                                                       |
| 2000 rok |
| Eliminacje Krajowe do Olimpiady Pożarniczej Drużyn Młodzieżowych Kościan - MDP Barchlin – 1. miejsce Międzynarodowe Zawody Drużyn Młodzieżowych Augsburg (Bawaria) Zawody rozgrywane według regulaminu bawarskiego, drużyny zagraniczne nie klasyfikowane według miejsc Eliminacje Krajowe do Olimpiady Pożarniczej Lądek - KDP Bucz – 1. miejsce - KDP Barchlin – 3. miejsce |
| 2001 rok |
| Olimpiada Pożarnicza Kuopio (Finlandia) - MDP Barchlin – złoty medal - KDP Bucz – brązowy medal |
| 2002 rok |
| Eliminacje Krajowe do Olimpiady Pożarniczej Drużyn Młodzieżowych Turek - MDP Barchlin – 2. miejsce Międzynarodowe Zawody Drużyn Młodzieżowych Gabcikowo (Słowacja) - MDP Barchlin – 3. miejsce Międzynarodowe Zawody o Puchar Niemiec Bienenbüttel (Niemcy) - KDP Bucz – 1. miejsce - KDP Barchlin – 4. miejsce |
| 2003 rok |
| Obóz Szkoleniowy dla Drużyn Młodzieżowych Munderfing (Austria) Obóz ten został zorganizowany dla ponad 2 tys. członków drużyn młodzieżowych z Austrii oraz zaproszonych drużyn z sąsiednich państw, m.in. z Czech, Słowacji Węgier, Słowenii. MDP Barchlin reprezentowała Polskę. Obóz dla drużyn zagranicznych połączony był ze zwiedzaniem Austrii, m.in. Linz, Salzburg, Sankt Florian. Międzynarodowe Zawody o Puchar Niemiec Hasselroth – Gonsroth - KDP Bucz – 2. miejsce                          |
| 2004 rok |
| Eliminacje Krajowe do Olimpiady Pożarniczej Drużyn Młodzieżowych Rymanów - MDP Barchlin – 3. miejsce Eliminacje Krajowe do Olimpiady Pożarniczej Parczew - KDP Bucz – 1. miejsce Międzynarodowe Zawody o Puchar Niemiec Gonsroth - KDP Bucz - 1. miejsce w klasyfikacji drużyn zagranicznych - 5. miejsce w klasyfikacji generalnej |
| 2005 rok |
| Obóz Szkoleniowy dla Drużyn Młodzieżowych Skrzynia (k. Starogardu Gdańskiego) Olimpiada Pożarnicza Varaždin (Chorwacja) - KDP Bucz – brązowy medal |
| 2006 rok |
| Międzynarodowe Zawody o Puchar Niemiec Engertsham - KDP Barchlin – 1. miejsce - KDP Bucz – 2. miejsce Eliminacje Krajowe do Olimpiady Pożarniczej Drużyn Młodzieżowych Słubice - MDP Barchlin – 4. miejsce |
| 2007 rok |
| Międzynarodowe Zawody o Puchar Niemiec Hasselroth – Gonsroth - KDP Barchlin – 3. miejsce - KDP Bucz – 6. miejsce |
| 2008 rok |
| Eliminacje Krajowe do Olimpiady Pożarniczej Lądek - KDP Barchlin – 1. miejsce - KDP Bucz – 3. miejsce Międzynarodowe Zawody o Puchar Niemiec Hasselroth – Gonsroth W klasyfikacji drużyn zagranicznych: - KDP Barchlin – 2. miejsce - KDP Bucz – 1. miejsce |
| 2009 rok |
| Olimpiada Pożarnicza Ostrawa (Czechy) - KDP Barchlin – srebrny medal Międzynarodowe Zawody o Puchar Niemiec Hasselroth – Gonsroth W klasyfikacji drużyn zagranicznych KDP Barchlin – 1. miejsce. Obóz Szkoleniowy dla Drużyn Młodzieżowych Herbstjugendlader Grabendorf (Niemcy) Na zakończenie obozu odbyła się Olimpiada Obozowa (27 konkurencji). Mieszana Drużyna Młodzieżowa zajęła miejsce I |